# ロイコトリエン-E4-20-モノオキシゲナーゼ
ロイコトリエン-E4-20-モノオキシゲナーゼ（leukotriene-E4 20-monooxygenase）は、アラキドン酸代謝酵素の一つで、次の化学反応を触媒する酸化還元酵素である。
ロイコトリエン-E4 + NADPH + H+ + O2 {\displaystyle \rightleftharpoons } 20-ロイコトリエン-E4 + NADP+ + H2O
この酵素の基質はロイコトリエン-E4、NADPH、H+とO2で、生成物は20-ロイコトリエン-E4、NADP+とH2Oである。
組織名は(7E,9E,11Z,14Z)-(5S,6R)-6-(cystein-S-yl)-5-hydroxyicosa-7,9,11,14-tetraenoate,NADPH:oxygen oxidoreductase (20-hydroxylating)で、別名にleukotriene-E4 ω-hydroxylaseがある。